# Steven Univers
Steven Univers (engleză Steven Universe) este un serial TV animat american creat de Rebecca Sugar pentru Cartoon Network. E primul serial animat al Cartoon Network creat doar de o femeie. Ea spune povestea de creștere a unui tânăr băiat, Steven Univers (Zach Callison), care trăiește cu nestematele de cristal - extratereștri magici, umanoizi, numite Granat (Estelle), Ametist (Michaela Dietz) și Perlă (Deedee Magno Hall) - în fictivul Oraș Plajă. Steven, care e pe jumătate nestemată, are aventuri alături de prietenii săi și le ajută pe nestemate să protejeze lumea de specia lor. Episodul pilot a fost prezentat pentru prima dată în mai 2013, iar serialul a rulat timp de cinci sezoane, din noiembrie 2013 până în ianuarie 2019. Filmul TV Steven Univers: Filmul a fost lansat în septembrie 2019, iar un serial limitat de epilog, Steven Univers Viitor, a rulat din 7 decembrie 2019 până în 27 martie 2020.
Temele serialului includ dragostea, familia și importanța relațiilor interpersonale sănătoase. Rebecca și-a bazat personajul principal pe fratele ei mai mic, Steven, care a fost un artist pentru serial. Ea a dezvoltat Steven Universe în timp ce era scriitoare și scenaristă pentru Să-nceapă aventura, pe care l-a părăsit când Cartoon Network a comandat serialul pentru producție completă. Serialul e unul bazat pe storyboard; artiștii storyboard-ului au fost responsabili pentru scrierea dialogului și crearea acțiunii pe lângă desenarea storyboard-urilor. Au fost lansate cărți, benzi desenate și jocuri video bazate pe serial.
Serialul a dezvoltat o gamă largă de fani și a fost apreciat de critici pentru aspect, muzică, interpretări vocale, caracterizarea personajelor, proeminența temelor LGBTQ și construirea lumii fantezisto-științifică. Serialul a câștigat un premiu GLAAD Media ca Program Remarcabil pentru Copii și Familie în 2019, devenind primul serial animat care a câștigat premiul. De asemenea, a primit un premiu Peabody pentru Programarea pentru Copii și Tineri în 2019. A fost nominalizat la cinci premii Emmy și cinci premii Annie.

## Rezumat
Steven Univers are loc în orașul fictiv Orașul Plajă, din Delmarva, unde Nestematele de Cristal trăiesc într-un templu antic de pe plajă și protejează omenirea de monștri și alte amenințări. Nestematele sunt războinici extratereștri fără vârstă care proiectează forme umanoide feminine din pietre prețioase magice la baza ființei lor. Nestematele de Cristal sunt alcătuite din Granat, Ametist, Perlă și Steven - un băiat tânăr, pe jumătate om, pe jumătate nestemată, care și-a moștenit nestemata de la mama sa, fostul lider al Nestematelor de Cristal, Cuarț Roz. În timp ce Steven încearcă să-și înțeleagă gama de puteri care se extinde treptat, își petrece zilele cu tatăl său Greg, cel mai bun prieten al său Connie, leul său animal de companie magic, alți cetățeni din Orașul Plajă și Nestematele. El își explorează abilitățile moștenite de la mama sa, care includ fuziunea - capacitatea nestematelor de a-și îmbina corpurile și abilitățile de a forma noi personalități mai puternice.
Primul sezon al serialului dezvăluie treptat că Nestematele de Cristal sunt rămășițe ale unui mare imperiu interstelar. În timpul misiunilor lor, ei vizitează ruinele care au fost cândva importante pentru cultura nestemată, dar care au fost abandonate de milenii. Nestematele sunt îndepărtate de lumea lor de origine, iar Steven află că mulți dintre monștrii și artefactele pe care le întâlnesc sunt alte nestemate care au fost corupte de o armă de distrugere în masă și nu mai pot menține o formă rațională, umanoidă. Până la sfârșitul primului sezon, Steven află că, cu mii de ani în urmă, imperiul nestematelor intenționa să sterilizeze Pământul ca să incubeze noi pietre prețioase, dar Curaț Roz le-a condus pe susținătoarele ei, Nestematele de Cristal, într-o rebeliune violentă și aparent reușită împotriva planului ăstuia de genocid. Descoperirea și eliberarea lui Lapis Lazuli, o nestemată prinsă pe Pământ de mii de ani, le pune din nou pe Nestematele de Cristal în pericol față de imperiul celolalte, ducând la sosirea trimișilor ostili Peridot și Jasper.
În cel de-al doilea sezon, Peridot se aliază și, în cele din urmă, se alătură Nestematelor de Cristal ca să prevină distrugerea Pământului printr-o „geo-armă” a imperiului celorlalte nestemate îngropată în planetă. În timpul celui de-al treilea sezon, Lapis Lazuli decide să trăiască pe Pământ împreună Peridot; Jasper e învinsă și capturată; iar Steven află că mama sa ar fi asasinat unul dintre matriarhii imperiului nestemată, Diamantul Roz. În cel de-al patrulea sezon, în timp ce Steven se luptă cu sentimentele sale conflictuale cu privire la acțiunile mamei sale, liderii imperiului, Diamantul Albastru și cel Galben, încep să-și îndrepte toată atenția asupra Pământului. În cel de-al cincilea și ultimul sezon, Steven află că de fapt mama sa a fost Diamantul Roz, care și-a falsificat moartea ca să-și asume identitatea Curaț Roz; el folosește revelația asta ca să le convingă pe celelalte Diamante să încerce să își asume responsabilitatea și să repare daunele pe care le-au provocat.

## Crearea
În 2011, după ce fostul vicepreședinte al Cartoon Network, Curtis Lelash, a cerut personalului idei pentru un nou serial, Rebecca Sugar - o artistă care lucra pentru serialul Să-nceapă aventura - a descris ideile sale inițiale pentru ceea ce avea să devină Steven Univers și  proiectul a fost ales pentru dezvoltare. În timp ce își dezvolta serialul, Rebecca a continuat să lucreze la Să-nceapă aventura. Serialul a evoluat dintr-o poveste scurtă scrisă de Rebecca intitulată „Balada de Margo și Frică”, despre un copil sensibil care ajută adolescenții cu probleme pe care nu le pot verbaliza.
Directorii Cartoon Network au comandat serialul după prezentarea artistică a echipei, iar Rebecca a devenit prima femeie care a creat un serial independent pentru canal. Înainte de a fi numită o echipă de producție, Rebecca a încercat să modifice elemente ale complotului spectacolului și a dezvoltat identitatea personajului, astfel încât echipa ei să aibă libertatea pe care o avea atunci când lucra pentru Să-nceapă aventura.

### Dezvoltarea
Arunci când serialul Rebeccăi a fost comandat, ea și-a dat demisia din rolul ei de artist de storyboard de la Să-nceapă aventura, ca să se concentreze pe propriul serial. Rebecca a concentrat scurtul episod pilot pe personajele principale și personalitățile lor astfel încât să demonstreze umorul serialului. Pilotul este un episod de tipul felie de viață, și nu implică evenimente majore, lumea serialului fiind încă în curs de dezvoltare. Rebecca și echipa ei de producție au concentrat povestea episodului pe interacțiunea dintre Nestematele de Cristal și Steven. Rebecca s-a străduit să facă pilotul ei distinctiv în ceea ce privește detaliile sale artistice și estetice, dar limita de timp impusă de Cartoon Network a împiedicat-o. Experiența asta nereușită a ajutat-o să dezvolte conceptul serialului; ea a spus, „să știi că există atât de multe lucruri pe care nu poți să le vezi și modul în care cunoașterea te frustrează, te emoționează, te încurcă și te sperie”.
Personajul principal, Steven, se bazează pe Steven Sugar, fratele mai mic al Rebeccăi. În timpul dezvoltării, Rebecca l-a întrebat în repetate rânduri pe fratele ei dacă numirea serialului după el a fost o idee bună; a încetat să întrebe atunci când a fost comandat. Fratele ei nu a avut nicio problemă și a avut încredere în folosirea numelui. Într-un interviu acordat pentru New York Times, Rebecca a discutat despre dezvoltarea fundalului protagonistului serialului, spunând că vrea să bazeze punctul de vedere al personajului pe fratele ei care crește „acolo unde ești atât de confortabil în viața ta, pentru că primești toată atenția, dar vrei și tu să te ridici și să nu fii fratele mai mic.”
Când episodul pilot original a fost prezentat directorilor Cartoon Network, ei au spus echipei care a lucrat la el că serialul o să fie difuzat în 2013. Cartoon Network a lansat episodul pilot original în mai 2013. Rebecca și echipa ei au intrat în panică, deoarece serialul urma să fie foarte diferit de episodul pilot. Pilotul a fost popular atunci când a fost lansat, generând discuții pe forum în care oamenii și-au exprimat speranța de a-l vedea în curând. Au fost interesați și cei care au cunoscut-o pe Rebecca din Să-nceapă aventura. Reacția pozitivă față de serial a liniștit echipa care lucra la serial.
Ca să se pregătească pentru comanda serialului de către Cartoon Network, Rebecca a început să adune o echipă de producție, numită crewniverse, de la cuvintele crew („echipă” sau „echipaj”) și Universe (al doilea cuvânt din care e compus numele serialului). Jackie Buscarino a fost angajată ca producător în septembrie 2012 și a fost însărcinată să angajeze oameni și să supravegheze echipa serialului. În perioada asta de dezvoltare, Revecca și echipa ei au fost mutați într-o clădire din spatele studioului principal Cartoon Network și se bazează pe același etaj cu echipa specială a episodului special CGI cu Fetițele Powerpuff. Unii artiști care au lucrat la acel episod special, precum coloristul Tiffany Ford și regizorii artistici Kevin Dart, Ellie Michalka și Jasmin Lai, au fost invitați ulterior să se alăture echipei care lucra la Steven Univers. Cartoon Network i-a furnizat, de asemenea, Rebeccăi o listă cu scriitori sugerați;  când i-a văzut pe Ben Levin și Matt Burnett (foști scriitori pentru Invincibilii) pe listă, le-a cerut imediat să se alăture echipei sale, pentru că era familiarizată cu munca lor. Artistul independent Danny Hynes, pe care fostul director supraveghetor Ian Jones-Quartey îl cunoștea din propriul proiect Lakewood Plaza Turbo, a devenit designerul personajului principal al serialului. Steven Sugar a fost desemnat ca designer de fundaluri după munca sa la pilotul original și a fost asistat de Dart, Michalka, Lai, pictorița de fundal Amanda Winterston și alții.
În timpul prezentării de artă, Ian Jones-Quartey, Guy, Hynes și Steven Sugar au creat opere de artă care diferă de lucrările lor anterioare. Ian a vrut să lucreze cu ceva nou, păstrând elemente ale proiectului anterior al serialului. El a lucrat cu Elle Michalka, care ulterior a preluat rolul său de pictor de fundal pentru prezentare, ca să creeze concept art pentru un serial de „comedie-acțiune”. În perioada asta, Ian a adăugat stele la logoul serialului, deoarece le-a văzut ca un simbol versatil. Mai târziu a spus că le-a folosit în exces și au fost criticate la prezentarea de artă. Desenele prezentării de artă au fost de Rebecca Sugar, Ian Jones-Quartey, Hynes, Paul Villeco (un scriitor și artist de scenariu) și Steven Sugar. Michalka a realizat pictura.

### Crearea lumii serialului
În timpul dezvoltării pilotului serialului, Rebecca a concentrat multă atenție asupra designului lumii, adăugând note desenelor sale. Inspirată de ideea unor figuri străine (Nestemate) care trăiesc vieți omenești, a desenat multe schițe înfățișând lumea și istoria lor. Designul serialului a fost inspirat și de interesul ei și al fratelui ei pentru jocuri video, benzi desenate și animație. După ce serialul a fost comandat, Rebecca a decis să reproiecteze totul astfel încât să facă serialul „flexibil și simplu” pentru ca viitorul personal de producție să adauge idei proprii. În timpul ăsta, directorul de artă a fost Kevin Dart, urmat de Jasmin Lai, Elle Michalka și Ricky Cometa. Stilul artistic al lui Dart a rămas o mare influență asupra serialului mult după plecarea sa. Steven Sugar a lăudat munca lui Dart și a fost inspirat de el în anii de facultate, spunând că Dart avea mai multe idei pentru artă decât el.
În episodul pilot, au apărut doar două locații (Templul și Marea Gogoașă). Templul a fost proiectat de Ian Jones-Quartey, Steven Sugar, Ben Levin, Matt Burnett și Andy Ristaino. Fețele duble ale Templului s-au bazat pe ideile lui Guy Davis. Steven Sugar a proiectat restul Orașului Plajă pentru serial; era minuțios în atenția sa la detalii. Rebecca a creat și oameni, case, mașini, clădiri și restaurante. Datorită desenelor refăcute de Rebecca, cele două locații originale au trebuit să fie redesenate.
Ca să găsească inspirație pentru fundalurile serialului, Rebecca, Steven și Ian Jones-Quartey au mers pe plajele lor preferate. Locația aleasă pentru serial, Orașul Plajă, se bazează pe plajele din Rehoboth Beach, Delaware, Bethany Beach, Delaware și Dewey Beach, Rebecca vizitându-le pe toate în copilărie. Steven a desenat Orașul Plajă cu o promenadă acoperită cu o varietate de magazine. El voia ca ele să aibă un „stil specific”, astfel încât spectatorii să poată să creadă că se bazează pe o locație reală; el a desenat drumurile și magazinele orientate în mod constant cu Templul și un turn de apă. Conceptul pentru decorul primar a fost inspirat de Dr. Slump al lui Akira Toriyama, care prezintă un mediu mic în care personajele recurente trăiesc acolo unde lucrează. Steven Sugar a transformat promenada în centrul lumii umane a serialului.

### Personajele
În primele etape ale producției, Rebecca a lucrat simultan la aspectul personajelor și la dezvoltarea personalităților; în timpul procesului de concepție, a fost puternic inspirată de personajele fantastice de televiziune pe care ea și fratele ei obișnuiau să le deseneze când erau mai mici. Designerul de personaje Danny Hynes, influențat de designul lui Mickey Mouse de către artiștii Disney, a vrut ca personajele să fie standardizate, simple și ușor de recunoscut. El a propus echipei 24 de personaje umane; Rebecca și Steven Sugar au desenat 22 de designuri - dintre care 13 au fost oficializate. Colorarea a fost realizată de Ian. Rebecca a fuzionat mai multe personaje în timpul dezvoltării episodului pilot; personajele secundare Lars și Sadie au fost create inițial când era la facultate. Familia Pizza se baza pe familia ghaneză a lui Ian, iar Ronaldo a fost creat de Ben Levin și Matt Burnett. Guy Davis, un prieten din copilărie al Rebeccăi și al lui Steven, a creat monștrii timpurii și arhitectura lumii nestematelor.
A face un personaj „să pară viu” a fost întotdeauna o prioritate în designul lor; potrivit lui Iam, emoțiile unui personaj ar trebui să fie clar delimitate. Misiunea echipei de design a personajelor e ca personajele să semene cu un desen animat clasic, cum ar fi desene animate Disney din anii 1940, Dragon Ball Z sau operele lui Osamu Tezuka și Harvey Kurtzman. La desenarea personajelor pentru fiecare episod, echipa are două săptămâni în care să facă modificări. Numele personajelor și unele designuri au fost inspirate din tipuri de mâncăruri, iar unele personaje au fost create pentru că episodul pilot a dezvăluit discrepanțe între aparențe și personalități. Rebecca a planificat ca desenarea personajelor să primească repere vizuale, astfel încât artiștii serialului să poată să le deseneze în mod consecvent. Rebecca și-a propus să facă desenele pentru personajele ei simple, flexibile și consecvente, astfel încât ca membrii echipei de producție să nu se împiedice de detalii prea complexe. Reproiectarea astat a însemnat că aparițiile personajelor din episodul pilot diferă substanțial de reprezentarea lor din serialul de televiziune.
Rebecca a vrut ca Nestematele să semene cu oamenii; ea a dezvoltat Nestematele de Cristal astfel încât să se dea pe un roller coaster al vieții de familie cu Steven, pe care l-ar trata ca pe un frate. A vrut ca nestematele lor să le reflecte personalitățile; delicatețea perfectă a lui Perlă, grosolănia lui Ametist și aerul misterios al lui Granat. Conform Rebeccăi, Nestematele sunt „o versiune a mea ... nevrotică, leneșă, decisivă”. Designurile lor faciale au fost influențate de Wassily Kandinsky, care a predat la Bauhaus și și-a încurajat elevii să împerecheze trei culori - roșu, galben și albastru - cu cele trei forme de bază - pătrat, triunghi și cerc. Datorită personalității personajelor, Granat este pătrat, Ametist este o sferă, iar Perlă e un con. Rebecca a vrut să le dea Nestematelor o superputere asemănătoare cu cea a personajelor de desene animate clasice, cum e în Bugs Bunny. Abilitatea Nestematelor de a-și schimba forma e o referință la desene animate mai vechi, cum ar fi opera lui Tex Avery pentru Metro-Goldwyn-Mayer, unde personajele s-ar schimba după bunul plac. Chiar dacă Nestematele de Cristal sunt destinate să fie niște personaje serioase, scriitorii serialului au vrut ca și ele să fie „amuzante și ciudate”.

## Producerea
Potrivit Rebeccăi, producerea serialului a început în timp ce lucra la Să-nceapă aventura, ultimul ei episod pentru fiind „Simon și Marcy”. Lucrul simultan la ambele seriale a devenit imposibil; a întâmpinat dificultăți și în producerea episodului „Băiețelul rău”. Directorii de la Cartoon Network au autorizat ca echipa de producție a Steven Univers să înceapă să lucreze după prezentarea lor de preproducție, pentru care echipa a fost bine pregătită. Episoadele „Rucsacul Cheeseburger” și „Mic dejun împreună” au fost dezvoltate în momentul ăsta. Chiar dacă Rebecca lucrea ca producător executiv la partea vizuală, animația și sunetul serialului, ea se consideră „cea mai mare mână” în etapa de storyboarding.
Schițele episodului sunt transmise storyboarderilor, care creează acțiunea pentru episod și scriu dialogul lui. Storyboardurile sunt animate, folosind desene pe hârtie și desenele echipei de producție, de către unul dintre cele două studiouri coreene; Sunmin și Rough Draft, și designurile echipei de producție.

### Storyboardurile

Porțiune a storyboardului și scenariului din episodul „Aventura de pe insulă”. Artiștii de storyboard ai serialului sunt și scriitorii săi

În timpul întâlnirilor de storyboard, artiștii își desenează ideile pe post-it-uri, care sunt apoi lipite pe pereți, masă și cutii în colțurile sălii de conferințe. Desenele joacă un rol major în formarea ideilor de episoade; Rebecca se uită la designurile astea și, ocazional, modifică pozițiile cheie. Rebeccăi îi place să descrie și să deseneze din nou scene și personaje ca să adăuge patos și emoție în plus storyboardurilor. Storyboardurile fiecărui episod sunt create de doi artiști, fiecare dintre ei scriind jumătate din dialog și desenând panouri asemănătoare cu benzile desenate. Procesul ăsta poate să fie destul de complex; artiștii de storyboard trebuie să creeze cinematografia și să se concentreze pe designul scenic într-un mod similar cu producția de film. După realizarea panourilor, artiștii care adaugă text storyboardurilor desenează maniere și dialog pe baza propriilor experiențe; Rebecca extrage scene „prin excelență” din amintirile ei despre petrecerea cu fratele ei după școală. Artiștii de storyboard discută apoi opera lor cu restul echipei și fac toate modificările de care e nevoie. După discuția în echipă, artiștii de storyboard desenează o tablă revizuită - pe baza tablele cu desene și descrieri - pe un panou de dimensiuni mari, cu note. Storyboardurile sunt din nou discutate, corectate și aprobate în cele din urmă.

### Scenariile
În timpul dezvoltării episodului pilot, Rebecca a scris și a schițat o serie de idei de scenarii care au devenit ulterior episoade. Premisa inițială a serialului s-a concentrat mai ales pe partea umană a lui Steven, mai degrabă decât pe partea sa magică, dar premisa a fost modificată ulterior. Rebecca a dezvoltat istoria nestematelor împreună cu episodul pilot. În timp ce primul sezon al serialului a prezentat personajele umane și nestemate și relațiile lor, Rebecca a început să comploteze și să exploreze poveștile din al doilea sezon care le implică pe Nestematele de Cristal. În cele din urmă, Rebecca a creat o diagramă cu tipăriri lipite despre o istorie a nestematelor și Pământ de 2.000 de ani, cu o serie de evenimente care trebuie „concretizate” pentru producție. Chiar dacă povestea generală a serialului e stabilită, scriitorii improvizează ca să ajungă la finalul lui; conform lui Matt Burnett, poveștile o să fie rezolvate până la sfârșitul serialului. Rebecca a vrut ca serialul să se concentreze pe comedie și pozitivitate înainte să exploreze subiecte controversate care implică personajele principale, considerând că e „mai onest” să înceapă serialul cu fericire în loc de acțiune sau dramă.
Scriitorii - anterior Levin și Burnett - aveau să scrie premisele și schițele în timp ce scenariștii scriau și desenau episoadele. Toată lumea ar aștepta cel puțin o zi ca să se reunească și să discute. Scriitorii scriu potențiale nume de episoade pe bucăți de hârtie, pe care le fixează pe peretele sălii de conferințe ca să treacă în revistă ceea ce au scris și ca să-și planifice întâlnirile. Discută ritmul episodului și modifică textura fiecărui sezon prin echilibrarea arcurilor de poveste „mai ușoare” și „mai grele”. Schimbările în aparițiile personajelor majore - cum ar fi Diamantul Galben - într-o poveste pot să fie dificile pentru scriitori. Conform lui Ben Levin, scrierea unui sezon din Steven Universe e ca un „puzzle”, pentru că echipa de scriitori trebuie să adune o serie de idei pentru poveste, care sunt aruncate dacă nu contribuie la creșterea și dezvoltarea personajului. După discuții suplimentare și întrebări despre scenarii, o idee devine un episod. După ce au discutat despre episoadele propuse de un sezon, „puzzle-ul” e complet și încep să scrie o poveste majoră sau un final de sezon. Burnett a spus că scrierea unui sezon e ca o ecuație algebrică „în care o parte e finalul sezonului, iar x-urile și episoadele de care avem nevoie pentru ca acea soluție să aibă sens”;  el a citat ca exemple episoadele „Nestemata oceanului” (Ocean gem), „Steven spadasinul” (Steven the Sword Fighter), „Prietenul din bulă” (Monster Buddies), „Pupat indirect” (An Indirect Kiss), și „Steven cel serios” (Serious Steven).  Episoadele astea au dus la finalul primului sezon ca un arc minor de poveste. Ca să dezvolte idei noi pentru episoade, scriitorii se joacă jocuri de scris. Într-unul, un scenariu cu personaje e desenat și transmis unui alt scriitor. Cel de-al doilea scriitor adaugă câteva propoziții înainte de al da unei a treia persoane, până când desenul are o poveste în trei acte. Episoade ca „Aventura de pe insulă” (Island Adventure), „Zoltron, băiatul din viitor” (Future Boy Zoltron), și „Prietenul Ceapă” (Onion Friend) au fost scrise în felul ăsta. Scriitorii joacă, de asemenea, jocuri de desenat, prin care sunt create noi personaje nestemate și idei tehnologice. Burnett a spus că el și Levin folosesc mai puține idei de la artiștii de storyboard decât au făcut-o anterior; storyboarderii schimbă mai puține lucruri decât o făceau înainte, pentru că episoadele au o „continuitate mai puternică”.
Potrivit lui Levin, el și Burnett încearcă să echilibreze focalizarea dintre personajele principale - cu Steven în centru - și tema episoadelor din scenariile lor. Bilanțul indică faptul că Steven are aceleași interese pentru partea sa umană ca și pentru partea lui nestemată. Levin a spus că mitologia și drama nestematelor ar fi fost mai puțin interesante dacă Steven nu ar fi fost la fel de bine dezvoltat în primele câteva episoade. Recunoscător să lucreze la un serial care nu se teme să fie „sincer și vulnerabil”, el a spus că dacă fiecare episod ar fi emoțional, serialul ar deveni formulat, episoadele fericite le echilibrându-le pe cele emoționale. Levin a spus că el și Burnett au găsit modalități de a integra puterile lui Steven în poveste. Puterile personajului și tehnologia lumii de origine sunt dezvăluite într-un „ritm măsurat (foarte lent)”, satisfăcând privitorul și menținând serialul departe de teritoriul supereroului.
Înainte ca o poveste semnificativă să fie difuzată, scriitorii dezvăluie informații relevante pentru un episod „culminant” pentru public. Conform artistului de storyboard Hilary Florido, o mare parte a acțiunii și magiei serialului sunt punctele culminante narative, demonstrând descoperirile, dificultățile și punctele de vedere ale personajelor. Hilary a spus că dacă evoluția unui personaj nu ar fi direct legată de poveste, atunci nu ar exista dramă.  Echipa e descurajată să înceapă o perspectivă care implică dezvoltarea episodului, deoarece vor ca publicul să cunoască punctul de vedere al protagonistului. Chiar dacă scriitorii ar putea să sugereze evenimente viitoare, preferă să se concentreze pe poveste și să-l dezvolte pe Steven în timp real. Levin a spus că dacă episodul pilot ar fi încercat să prezinte istoria nestematelor în doar cinci minute, publicul și protagonistul ar fi la fel de confuzi.

### Fundalurile
Producerea fundalurilor începe după primirea scenariilor aprobate. Dacă personajele vizitează locații vechi, fundalurile preexistente sunt modificate pentru autenticitate; e probabil ca locațiile să se schimbe ușor în timp. Lui Steven Sugar îi place să ascundă elemente narative în fundal, deoarece consideră că cheia construirii lumii este „a avea o structură coezivă care sta la baza tuturor”. Fostul director de artă Elle Michalka a spus că stilul artistic al fundalurilor a fost inspirat de pictorul francez postimpresionist Paul Cézanne, a cărui lipsă aparentă de concentrare a negat detaliile și specificul. Arta a fost, de asemenea, inspirată de Tao Te Ching, a cărui lucrare evidențiază importanța spațiilor goale, „cum ar fi spațiul dintr-o vază ca parte a vazei care o face utilă”. În timpul etapei de colorare, pictorii văd liniile ca „oase descriptive”, iar culoarea e folosită în mod liber, ceea ce înseamnă că culoarea e în mod intenționat ușor decolorată, evidențiind distincția dintre culoare și linie. Pictorii au folosit texturi de acuarelă „suprapuse” înainte să treacă la Adobe Photoshop, pentru că primii au făcut fundalurile „foarte groase”. Când fundalurile sunt coloare, e folosită o culoare primară și mai multe culori secundare; Amanda Winterston și Jasmin Lai au găsit combinații de culori potrivite. După ce fundalurile primare sunt pictate, ele sunt trimise stilistului de culoare, care alege culorile pentru un personaj sau o recuzită din foile cu modele (în engleză model sheets), potrivind și completând storyboardul și fundalul. Liniile personajului sau ale recuzitei sunt rareori colorate. Liniile sunt eliminate atunci când scenele au nevoie de efecte de lumină. Colorarea în episoadele de la începutul primului sezon a fost experimentală, pentru că stilistul ar avea dificultăți în cazul în care personajul și fundalul unui storyboard se amestecau împreună sau un personaj strălucitor ar intra neschimbat într-o umbră. Greșelile au devenit rare, pe măsură ce echipa a planificat și a verificat storyboardurile. Fundalurile primare sunt realizate în Burbank, iar cele secundare de artiștii coreeni.

### Animația
După ce echipa termină de construit un episod, echipa de producție îl trimite animatorilor din Coreea. Animația e produsă de Sunmin Image Pictures și Rough Draft Korea. Echipa de producție și animatorii comunică prin e-mailuri și uneori folosesc discuții video atunci când animă un episod important. Înainte să trimită episodul la unul dintre studiouri, regizorul de animație Nick DeMayo și echipa sa creează un plan pentru animatori după ce au analizat schițele pentru storyboard (în engleză animatics). După aceea sunt adăugate mișcări ale personajelor pe foile de expunere (în engleză exposure sheets) ca să ghideze animatorii. Urmează atribuțiile gurii pentru personaje, care descriu formele gurii și timpul pentru sincronizarea buzelor. Episodul e apoi trimis la unul dintre studiourile de animație. Versiunea alb-negru e trimisă mai întâi, urmată de aproximativ două săptămâni mai târziu de versiunea color. Animația e desenată și cernelită pe hârtie, apoi scanată și colorată digital. Echipa aranjează apoi o întâlnire de tipul „work print” ca să discute despre episod și ca să-l examineze pentru erori. DeMayo notează orice erori, le elimină și trimite episodul înapoi la studioul de animație sau la departamentul de postproducție al Cartoon Network ca să remedieze eventualele probleme rămase. Greșelile sau omisiunile minore de animație sunt remediate de echipă.

### Distribuția vocilor personajelor
Actorul american Zach Callison îl interpretează pe Steven. Rolul lui Steven e primul său rol principal în televiziune. Pentru audiția sa, Zach a interpretat zece replici de dialog din episodul pilot și a cântat melodia tematică în timp ce era înregistrată. Granat, liderul Nestematelor de Cristal, e interpretată de Estelle, cântăreață, compozitoare și actriță.  Cartoon Network a cerut ca Estelle să participe, fiind primul ei rol de voce. Steven Univers a fost, de asemenea, primul rol în animație pentru actrița Michaela Dietz care o interpretează pe Ametist și cântăreața din trupa The Party, Deedee Magno, care o interpretează pe Perlă. Rebecca a vrut ca Tom Scharpling, pe care îl cunoștea din podcastul său The Best Show with Tom Scharpling, să interpreteze un personaj pentru unul dintre proiectele sale înainte ca Steven Univers să fie conceput. L-a abordat de Tom pentru rolul lui Greg Univers, pe care inițial îl chema Tom. Rubinele sunt interpretate de Charlyne Yi, căreia Rebecca i-a scris că e încrezătoare că Yi o să fie perfectă pentru rol. Grace Rolek, care o interprtează pe Connie, prietena lui Steven, având 16 ani atunci când serialul începuse. Grace a fost actriță de voce în prouceri de animații de la vârsta de cinci sau șase ani.
Cei patru actori principali de voci ai serialului - Zach, Michaela, Deedee și Estelle - petrec trei până la patru ore pe sesiune înregistrând; trei-patru săptămâni pe lună timp de zece luni în fiecare an. Membrii distribuției înregistrează împreună sau separat; adesea înregistrează mai multe episoade. Fiecare sesiune de înregistrare acoperă un episod nou și include reluări pentru episodul respectiv sau pentru cele anterioare, dacă e nevoie. În sesiunile de înregistrare de grup, cel mult șase actori stau într-un semicerc. Rebecca și regizorul de voci Kent Osborne participă la sesiuni, sfătuind actorii cu privire la interpretarea personajelor în situații specifice. Dacă le place o înregistrare anume, asistentul de producție o marchează și o dă editorului de animație pentru o versiune brută a episodului. Când începe o sesiune de înregistrare, Rebecca explică scenariile și descrie secvențele, intenția personajelor și relația dintre ele; Kent face înregistrarea. Înainte de sesiuni, Rebecca și actorii vocali discută despre noi elemente ale poveștii și le arată scenariile avansate. Deedee a spus că îi place sesiunile de înregistrare în grup, pentru că fețele amuzante pe care le fac membrii distribuției în timp ce înregistrează replici care necesită emoție sau mișcare îi fac adesea să râdă.
În dublajul în română, Răzvan Dinu îl interpretează pe Steven, Carmen Lopăzan pe Granat (Anda Tămășanu în mare pare a primului sezon), Silvia Gâscă pe Perlă (Ioana Dagău în mare pare a primului sezon), Olimpia Mălai pe Ametist (Ana Maria Georgescu în mare pare a primului sezon), Ionuț Grama pe Greg Univers (Richard Balint în mare pare a primului sezon), Sofia Ivan pe Connie (Iulia Tohotan în mare pare a primului sezon), cu traducerea și adaptarea de Mircea Pricăjean, iar regia de Adrian Moraru.

### Muzica
Steven Univers conține melodii și numere muzicale produse de Rebecca și scriitorii ei, care colaborează la versurile fiecărui cântec. Au fost scrise mai multe versiuni ale versurilor melodiei introului. Rebecca a compus melodia introului extinsă în timp ce aștepta la coada un control de securitate la Aeroportul Internațional Los Angeles. Serialul se bazează pe laitmotive pentru coloana sa sonoră; instrumentele, genurile și melodiile sunt alocate unor personaje anume. Muzica e influențată de operele lui Michael Jackson și Estelle; iar Rebecca a citat-o pe Aimee Mann ca fiind „o influență uriașă”. Rebecca scrie cântece pentru serial în timpul călătoriilor sale, acompaniindu-se cu un ukulele. Nu toate episoadele prezintă un cântec; conform Rebeccăi, le folosește ocazional, pentru evitarea creativității forțate.
Cea mai mare parte a muzicii accidentale a serialului e compusă de duoul de pian chiptune Aivi & Surasshu, cu chitare de Stemage. Jeff Liu, care era familiarizat cu partitura muzicală a producătoarei Aivi pentru jocul video Cryamore, a recomandat-o Rebeccăi ca compozitoare. Rebecca i-a cerut lui Aivi să audieze și a fost de acord ca producătorul Surasshu să i se alăture. Aivi & Surasshu au marcat un clip din „Strălucire de nestemată”, primul episod al serialului; Rebeccăi i-a plăcut ceea ce au compus și i-a angajat ca compozitori ai serialului. Înainte de a compune un episod, Aivi & Surasshu fac un apel video cu Sugar și cu regizorul de creație ca să discute despre episod; au o săptămână ca să-i trimită Rebeccăi un scor de previzualizare. După orice schimbări necesare, Aivi și Surasshu trimit scorul la Saber Media Studios pentru mixul final cu designul lor sonor.
Fiecare personaj are un laitmotiv care le exprimă personalitatea, și care se schimbă ușor în funcție de situație. Perlă e deseori însoțit de un pian, Granat de un bass sintetizat, Ametist de o baterie cu bas electric și un sintetizator, iar Steven de tonuri de chiptune. Palete sonore au fost produse pentru ca personajele umane să reprezinte evoluția serialului, personajele sale și relațiile lor. Au fost create și motive sonore și palete pentru locații, obiecte și concepte abstracte. Atunci când Rebecca sau ceilalți scriitori scriu un cântec pentru un episod, înregistrează un demo care e trimis compozitorilor. Același stil muzical pentru o melodie și un personaj care o cântă e folosit pentru fiecare cântec. De-a lungul timpului, cântecele au devenit din ce în ce mai complexe, iar producerea a devenit mai dificilă, pentru că stilul muzical original al serialului nu se mai potrivește perfect cu noile teme lirice. Un exemplu e „Vine un Gând” (Here Comes a Thought), cântat de Estelle și AJ Michalka (care interpretează vocea lui Stevonnie). Cei doi au fost mai puțin inspirați de un stil muzical specific, ci mai degrabă de „simțul” cântecului, pe care Rebecca îl explicase lor.

## Difuzarea
Episodul pilot din Steven Univers a fost lansat pe platforma video a Cartoon Networkului pe 21 mai 2013, iar o versiune editată a fost lansată pe 20 iulie. Pilotul a fost prezentat la Comic-Con-ul de la San Diego din 2013, iar Rebecca a găzduit o discuție de 30 de minute despre serial la Comic-Con-ul de la New York din 2013, pe 13 octombrie. Inițial, 13 jumătăți de oră (26 de episoade) au fost comandate pentru primul sezon; pe 14 noiembrie, sezonul a fost preluat pentru încă treisprezece jumătăți de oră.  Serialul a fost reînnoit pentru un al doilea sezon de 26 de jumătăți de oră pe 25 iulie 2014,începând să fie difuzat pe 13 martie 2015 și pentru un al treilea sezon de 26 de jumătate de oră în iulie 2015. În martie 2016, un amestecul de producție a văzut al doilea și al treilea sezoan subdivizate pentru crearea a patru sezoane de câte 13 jumătăți de oră, realizând un total de cinci sezoane. În cele din urmă, în 2016, ca urmare a deciziei de a pune capăt serialului, Rebecca a solicitat ca Cartoon Network să prelungească al cincilea sezon cu trei jumătate de oră în plus pentru a încheierea poveștii, făcându-l în total de 16 jumătăți de oră.
Serialul a avut premiera în Statele Unite pe 4 noiembrie 2013, pe Cartoon Network cu două episoade. În Canada, a început să fie difuzat pe Cartoon Network pe 11 noiembrie 2013 și pe Teletoon pe 24 aprilie 2014. A început să fie difuzat pe canalele Cartoon Network din Australia pe 3 februarie 2014 și în Regatul Unit și Irlanda pe 12 mai a aceluiași an. În România, difuzarea primului episod a avut loc pe 7 octombrie 2014.
Începând din 2015, Cartoon Network a difuzat episoade noi adesea în grupuri de cinci pe o săptămână - promovate ca „Stevenbombs” (Bombe Steven) - mai degrabă decât un episod pe săptămână. Hiaturile (adică pauzele) dintre grupurile de episoade au iritat fanii, conform The A.V. Club provocând „strigăte agonizate ale unui cult mâniat, înfometat, dureros”. Formatul, care e folosit și pentru alte seriale de la Cartoon Network, a contribuit, în viziunea site-ului, la creșterile canalului în Google Trends asociate cu fiecare „bombă”.  The A.V. Club a atribuit efectul adrării neobișnuite - pentru un desen animat de tineret - a lui Steven Univers la o poveste generală, care poate să genereze „intensificări masive de interes online” - asemănător cu lansarea unor sezoane complete de seriale TV pentru adulți - care sunt „cruciale pentru vitalitatea unui canal într-o lume a televiziunii din ce în ce mai bazată pe internet”.
În mai 2018, Cartoon Network le-a cerut scuze fanilor după ce unul dintre videoclipurile promoționale ale canalului conținea imagini nedifuzate cu spoilere semnificative pentru episoadele viitoare. Ca răspuns la videoclip, fostul producător de serialului, Ian Jones-Quartey, a notat într-un tweet șters ulterior că „a fi fan Steven Univers suferi”, făcând aluzie la programul de difuzare neregulat și imprevizibil al serialului.
În perioada 2 iunie 2018 - 29 iulie 2018, Steven Univers a difuzat repetări pe canalul soră al Cartoon Network-ului, Boomerang.

## Episoade
| Sezonul | Sezonul | Episoade | Episoade | Premiera TV        | Premiera TV       |
| Sezonul | Sezonul | Episoade | Episoade | Prima transmisie   | Ultima transmisie |
| ------- | ------- | -------- | -------- | ------------------ | ----------------- |
|         | Pilot   | Pilot    | Pilot    | 21 mai 2013        | 21 mai 2013       |
|         | 1       | 52       | 52       | 4 noiembrie 2013   | 12 martie 2015    |
|         | 2       | 26       | 26       | 13 martie 2015     | 11 iunie 2016     |
|         | 3       | 25       | 25       | 10 septembrie 2016 | 26 martie 2016    |
|         | 4       | 25       | 25       | 10 mai 2016        | 16 martie 2017    |
|         | 5       | 32       | 32       | 15 iunie 2017      | 4 ianuarie 2019   |

### Episoade încrucișate (în englezăcrossovers)
„Unchiul bunic” (Say Uncle) e un episod încrucișat cu Unchiul bunic care a fost difuzat pe 2 aprilie 2015. În episod, Unchiul bunic îl ajută pe Steven să-și folosească puterile de nestemată atunci când nu poate să-și invoce scutul. Episodul conține o confirmare a Unchiului bunic că episodul nu e canonic. Steven, Granat, Ametist, Perlă și alte personaje din Cartoon Network din seriale actuale și anterioare au apărut în episodul „Nivel de pizza” (Pizza Eve) din Unchiul bunic.
În plus, Granat a apărut în „Legături încurcate” (Crossover Nexus), un episod din OK K.O.! Să fim eroi!, care a fost difuzat pe 8 octombrie 2018 în Statele Unite, și pe 17 mai 2019 în România. În episod, Granat face echipă cu K.O., Ben Tennyson din Ben 10 și Raven din Haideți, Tineri Titani!, ca să-l oprească pe ticălosul Strike.

### Mini episoade
Două volume de mini episoade au fost lansate de Cartoon Network. Primul include o versine extinsă introului „Noi Suntem Nestematele de Cristal”; episoade scurte în care Nestematele de Cristal îl învață pe Steven despre specia nestemată în clasă; un videoclip de unboxing cu noua geantă de voiaj în formă de hotdog a lui Steven; și un scurtmetraj în care leul de companie al lui Steven se joacă cu o cutie de carton. Al doilea volum conține cinci mini episoade care îl arată pe Steven gătind, cântând karaoke, reacționând la „Prieteni Plângăcioși la Micul Dejun!”, vorbind video cu Lapis și Peridot și cântând un cântec nou.

## Anularea și continuările
Conform Rebeccăi Sugar, ea a fost notificată în 2016 că serialul o să fie anulat la sfârșitul celui de-al cincilea sezon.  Ea a reușit să extindă cel de-al cincilea sezon la 32 de episoade, ca să aibă spațiu pentru finalizarea poveștii serialului, precum și pentru un film de televiziune ulterior, Steven Univers: Filmul. Împreună cu filmul, Cartoon Network a oferit și un sezon suplimentar de 20 de episoade, care a devenit serialul de continuare Steven Univers Viitor, a cărui acțiune se desfășoară după evenimentele din film. În ciuda sfârșitului serialului, Rebecca a indicat că ar putea să existe mai multe povești, dar a declarat că are nevoie de o pauză lungă înainte de a decide cum să abordeze o astfel de continuare.

### Filmul
Steven Univers: Filmul, a fost anunțat pe 21 iulie 2018, la Comic-Con-ul de la San Diego. A fost prezentat un teaser și a fost încărcat pe canalul de YouTube al Cartoon Network-ului. A fost lansat pe Cartoon Network-ul din Statele Unite fără reclame pe 2 septembrie 2019. În România, la fel ca în Ungaria, Cehia, Republica Moldova și Slovacia, premiera a avut loc pe 9 mai 2020. Filmul de 82 de minute are loc la doi ani după evenimentele finalul serialului; povestea filmului se concentrează pe o nestemată deranjată, Spinel, care șterge amintirile Nestematelor de Cristal ca să se răzbune pentru abandonul ei de către mama lui Steven, Diamantul Roz. A câștigat aprecieri critice, cu un rating de 100% pe Rotten Tomatoes și un scor de 8/10 pe IMDb.

### Continuarea limitată
Serialul Epilog Steven Univers Viitor, destinat să servească ca epilog al serialului principal, a fost anunțat la Comic Con-ul de la New York din 2019. Steven Univers Viitor a avut premiera pe 7 decembrie 2019 în Statele Unite, și a rulat pentru un total de 20 de episoade, de câte 11 minute fiecare, inclusiv cu un final în patru părți difuzat pe 27 martie 2020 tot în Statele Unite. Povestea sa se concentrează pe Steven care se ocupă de propria sa traumă emoțională în urma evenimentelor serialului.

## În alte medii

### Cărți
Au fost publicate mai multe cărți legate de serial:
- Steven Universe's Guide to the Crystal Gems (octombrie 2015, ISBN: 978-0843183160) de creatoarea serialului Rebecca Sugar, cu informații despre Nestematele de Cristal.[108]
- Quest for Gem Magic (octombrie 2015, ISBN: 978-0843183177) de Max Brallier e un „jurnal colorat și o carte de activități” pentru copii între 8 și 12 ani.[109]
- Steven Universe Mad Libs (octombrie 2015, ISBN: 978-0843183092) de Walter Burns e un o carte cu jocuri de cuvinte de tipul Mad Libs.[110]
- Steven Universe: Live from Beach City (februarie 2016, ISBN: 978-0843183498) e o carte muzicală de activități cu diagrame de coarde și partituri ale cântecelor importante din primul sezon.[111]
- What in the Universe? (februarie 2016, ISBN: 978-0843183481) de Jake Black e o colecție de trivia legată de Steven și nestemate.[112]
- Best Buds Together Fun (iunie 2016, ISBN: 978-1101995167) de Jake Black e un „chestionar și carte de activități” pentru copii între 8 și 12 ani.[113]
- The Answer (septembrie 2016, ISBN: 978-0399541704) de Rebecca Sugar e o adaptare pentru copii a episodului „Răspunsul”. Era pe locul șapte în Lista cu Best Seller-uri a The New York Times pe 2 octombrie 2016.[114]
- The Tale of Steven (octombrie 2019, ISBN: 978-1419741487) de Rebecca Sugar e o carte pentru copii bazată pe episodul „Schimbă-ți părerea”. Inspirată de experiența Rebeccăi de coming out, cartea repovestește decizia Dimantului Roz de a deveni Cuarț Roz și de a-l crea pe Steven, din perspectiva Diamantului Alb, a lui Cuarț Roz, și a lui Steven însuși, fiecare parte citibilă prin rotirea paginilor cărții în direcții diferite.[115][116]

Cărți de nonficțiune care abordează crearea francizei și care prezintă desene sau cântece crate în timpul dezvoltării serialului au fost de asemenea publicate:
- Steven Universe: Art and Origins (iulie 2017, Abrams Books, ISBN: 978-1419724435) de Chris McDonnell, cu o introducere scrisă de creatorul Laboratorului lui Dexter, Genndy Tartakovsky, și un cuvânt înainte de Rebecca Sugar. Cartea conține concept art, eșantioane de producere, desene și schițe timpurii, storyboarduri, și comentarii, ale echipei de producție a Steven Univers.[117]
- The Art of Steven Universe The Movie (martie 2020, Dark Horse, ISBN: 978-1506715070) de Ryan Sands, care conține designuri de personaje și storyboarduri preliminare.[118]
- Steven Universe: End of an Era (octombrie 2020, Abrams Books, ISBN: 978-1419742842) by Chris McDonnell, cu un cuvânt înainte de N. K. Jemisin.[119]

### Jocuri
Jocul RPG Steven Univers: Atacă Lumina! a fost lansat pe 2 aprilie 2015, pentru device-urile care funcționează pe iOS și Android. A fost dezvoltat de Grumpyface Studios în colaborare cu Rebecca Sugar pentru device-urile mobile. Jucătorul îi controlează pe Steven și pe trei Nestemate de Cristal în lupta cu niște monștrii de lumină. O continuare, Steven Univers: Salvează Lumina, a fost lansat pentru console în octombrie 2017.
Un joc de ritm mobil, Steven Universe: Soundtrack Attack, a fost lansat pe 21 iulie 2016, în Statele Unite. O nestemată creată de un jucător aleargă după urmăritorul ei prin etape de derulare laterală, setate pe remixuri ale muzicii serialului. Un alt joc mobil, Steven Universe: Dreamland Arcade, a fost lansat în 2017; e o colecție de jocuri arcade cu personaje din serial.
Personajele din Steven Univers apar în jocul cu curse de karturi de la Cartoon Network Formula Cartoon All-Stars, și în jocul de tipul beat-em-up Battle Crashers. La fel ca alte seriale ale Cartoon Network-ului, mai multe jocuri de browser - inclusiv Heap of Trouble, Goat Guardian și Gem Bound - sunt disponibile pe site-ul canalului.
Pe 26 februarie 2019, Minecraft a lansat un Mash-Up Pack cu lumea din Steven Univers, devenind al doilea serial de la Cartoon Network care primește unul, după Să-nceapă aventura.
Pe 4 decembrie 2019, Brawlhalla, un joc gratis cu lupte, a adăugat personaje din Steven Univers.

### Benzi desenate
BOOM! Studios au publicat mai multe serii limitate de benzi desenate bazate pe Steven Univers:
- O serie lunară de benzi desenate, scrisă de Jeremy Sorese și ilustrată de Coleman Engle, a fost publicată pentru prima dată în august 2014,[130] încheindu-se în martie 2015.
- Un roman grafic, primul dintr-o serie planificată, a fost publicat de KaBOOM! pe 6 aprilie 2016.[131] De asemenea, scris de Sorese, desenat de Asia Kendrick Holton și ilustrat de Rosemary Valero-O'Connell, și bazat pe o poveste de Ian Jones-Quartey, Too Cool for School e despre Steven care o însoțește pe Connie la școală.[132]
- O miniserie de benzi desenate în patru părți, intitulată Steven Universe and the Crystal Gems, a fost publicată în 2016.[133][134] A fost scrisă de Josecline Fenton și ilustrată de Chrystin Garland, iar coperțile sunt ilustrate de Kat Leyh.
- O serie de benzi desenate reboot scrise de Melanie Gillman și ilustrate de Katy Farina a început să fie publicate în ianuarie 2017.[135] De asemenea, a fost scrisă și de Grace Kraft și ilustrat de Rii Abrego, Meg Omac și Kat Hayashida. Între numerele 9 și 12, și de la 13 în colo, e scrisă de Kraft și ilustrată de Abrego.
- Un al doilea roman grafic numit Anti-Gravity a fost lansat în iulie 2017. E scris de Talya Perper și ilustrat de Queenie Chan.
- O miniserie cu cinci numere numită Steven Universe: Harmony a fost lansată pentru prima dată în august 2018. E scrisă de Shane Michael Vidaurri și ilustrată de Mollie Rose. Coperțile sunt ilustrate de Marguerite Sauvage.

### Jucării și mărfuri (în englezămerchandise)
În octombrie 2015, Cartoon Network a anunțat o linie de jucării bazate pe Steven Univers, care a fost vândută de comercianții cu amănuntul de specialitate. Pentru sezonul de sărbători 2015, Funko a realizat figurinele de vinil „Pop!”, iar Just Toys au oferit produse inedite „geanta oarbă” (blind bag). PhatMojo a vândut figurine de pluș și arme din spumă, iar Zag Toys a lansat bobblehead-uri de colecție și alte mini-figurine la începutul anului 2016. În anul următor, Toy Factory a planificat să vândă o linie de articole de pluș și noutăți. Cartoon Network vinde o varietate de produse, inclusiv căni, pături și haine, pe baza episoadelor și personajelor serialului.

### Coloane sonore
Primul album cu coloane sonore, Steven Universe Soundtrack: Volumul 1, a fost lansat pe 2 iunie 2017. Coloanele sonore au debutat la numărul 22 de pe Billboard 200 și la numărul doi în diagrama Coloanelor sonore. În Europa, a ajuns pe locul 28 în lista de descărcări a albumelor din Marea Britanie, nouă pe lista de Coloane Sonore a țării, 56 pe lista oficială a Compilației naționale, și 174 pe lista albumelor Ultratop. Un al doilea și al treilea album, Steven Universe: Volumul 2 Soundtrack și Steven Universe: Karaoke, au fost lansate pe 12 aprilie 2019.

## Primire

### Răspunsurile critice
Steven Univers a primit aprecieri critice și laude pentru partea vizuală, muzica instrumentală și vocală, modil în care e spusă povestea și caracterizarea sa. Conform lui James Whitbrook de pe io9, e o „vizionare la fel de plină de satisfacții” pentru adulți și copii; iar Eric Thurm de la Wired l-a numit „unul dintre cele mai ascunse, mai inteligente și mai frumoase lucruri care sunt difuzate”. Pe parcursul desfășurării sale, Steven Univers a atras o bază de fani în creștere rapidă. În 2019, TV Guide a clasat Steven Univers pe locul 61 în selecția sa din primele 100 de seriale tv contemporane, descriind serialul ca fiind „revoluționar” cu un „mesaj înălțător, autoafirmant”.
Criticii au lăudat „frumusețea uluitoare”, „mediile înconjurătoare captivante” și „estetica de care poți să te îndrăgostești” a părții vizuale a serialului; scriind foarte mult despre fundalurile sale pastelate mai distincte, și „animația sa superbă, expresivă și curată”. Recenzorii s-au bucurat, de asemenea, de diversitatea interpretării vocale a distribuției, în special de cea a lui Tom Scharpling (Greg),, și munca „exuberantă și expresivă” a lui Zach Callison în rolul lui Steven și Grace Rolek „cântându-și inima” ca Connie.
Toate cele cinci sezoane din Steven Univers dețin un rating perfect de 100% pe Rotten Tomatoes. Consensul critic al site-ului pentru sezonul cinci spune: „După ce a înflorit într-o mitologie sofisticată cu un subtext profund mișcător, Steven Univers rămâne un divertisment strălucitor și o introducere perfectă în reprezentarea LGBTQ pentru copii”.

### Stilul și temele
Rebecca a vrut ca Steven Univers să fie tematic în concordanță cu interesele comune ale ei și ale fratelui ei. Fiind un serial în care personajul principal (Steven) crește, tema familiei e importantă, pentru câ Rebecca și-a bazat personajul titular pe fratele ei. În plus, tema iubirii a fost inspirată de relația ei cu Ian Jones-Quartey. Serialul prezintă, de asemenea, importanța acceptării, și explorează relațiile, identitatea LGBT, formele corpului și „nuanțele pielii într-o afișare magică și colorată a diversității”. Conform lui Kat Morris, conceptele centrale ale serialului sunt dezvoltate în timp în mod organic, mai degrabă decât să fie „excesiv de calculate” de la început. Fostul scriitor Matt Burnett a spus că tema vieții simple a serialului a împiedicat includerea „cinismului” sau a „șiretlicului”. Conform lui Matt, scriitorii nu au niciun interes pentru o temă cu super-eroi.
Prezența feminină neobișnuit de puternică într-un serial despre un băiat - toate personajele principale, cu excepția lui Steven și a lui Greg, sunt feminine - e intenționată, coform Rebeccăi, care intenționa să „dărâme și să se joace cu semiotica genului în desenele animate pentru copii”; a considerat absurd ca serialele pentru băieți să fie fundamental diferite de cele pentru fete. Povestea serialului se dezvoltă spre un scop îndepărtat; totul între e menținut flexibil, parțial pentru că intențiile sale s-au „schimbat de când am început pentru că am crescut mult” în timp ce lucram la serial. Rebecca a descris serialul ca fiind o „evadare inversă”; ideea că personajele fanteziste ar deveni interesate de viața reală și ar vrea să participe la ea. Steven personifică „relația de dragoste dintre fantezie și realitate”. Rebecca a spus că Steven Univers a fost influențat de animeurile Future Boy Conan, Revolutionary Girl Utena și Familia Simpson. Steven Universe, potrivit lui Eric Thurm, e o descriere a vieții copilăriei, o examinare a dinamicii neconvenționale a familiei, un omagiu adus animeurilor, jocurilor video și altor piloni ai culturii pop și un „serial simplu pentru copii despre supereroi”. Jacob Hope Chapman de la Anime News Network a declarat că animeurile Revolutionary Girl Utena și Sailor Moon sunt cele mai puternice influențe ale lui Steven Univers din punct de vedere vizual și structural, reflectate de „tonul său predominent jucăuș, întrerupt de dramele zdrobitoare în momentele cheie” și „glorificarea forțelor feminității, diluarea barierelor de gen și accentul pus pe o mare varietate de relații între femei, destinate unei audiențe de familie”. Steven Univers face referire, de asemenea, la embleme culturale japoneze, inclusiv Neon Genesis Evangelion, Akira, Cowboy Bebop, Dragon Ball Z, filmele făcute de Studio Ghibli și manga horror a lui Junji Ito The Enigma of Amigara Fault.
Conform lui Whitbrook, „simțul magistral al ritmului” din serial îi permite să integreze prefigurarea și construirea lumii în scene, ceea ce face ca o narațiune generală și dramatică să iasă din ceea ce altfel ar putea să fie episoadele „ticălosul săptămânii”. Narațiunea unei povești complexe din perspectiva unui copil înseamnă că expozițiunea ei rămâne „reținută cu îndemânare, crescând în ambiție cu serialul” și cu personajul Steven. Ritmul măsurat al lui Steven Univers permite personajelor sale să devină „mai complexe și mai interesante decât majoritatea omologilor săi din dramele de prestigiu”, dezvoltându-se „ca oameni reali și nu ca entități care servesc funcții narative”. Serialul explorează fațete din ce în ce mai provocatoare ale relațiilor, cum ar fi posibilitatea ca Pearl să se supere parțial pe Steven pentru că el este motivul pentru care mama lui, Cuarț Roz, nu mai există. Scenele sale de acțiune - cum ar fi cântecul lui Estelle care prezintă lupta tensionată din „Închisoarea” (Jail Break) ca o luptă între relația de iubire a lui Granat și atitudinea de lup singuratic a lui Jasper - sunt aruncate ocazional ca argumente filozofice.

#### Personajele
Adams a evidențiat portretizarea „revoluționară și inventivă” a complicatei „dinamici de mentor/îngrijitor/frate mai mare” dintre Steven și Nestematele de Cristal  într-un serial care, la baza sa, e despre relațiile dintre frați. Thurm a scris că o diferență emoțională notabilă între Steven Univers, și Să-nceapă Aventura și Un show obișnuit e că ultimele două seriale se ocupă de tranzițiile protagoniștilor lor la vârsta adultă, în timp ce în primul său sezon, Steven Univers s-a mulțumit să fie „îndrăgostit de simplitatea copilăriei”. Steven crește încet, de la a fi un copil obositor, de-a lungul timpului, până la un membru acceptat al Nestematelor de Cristal în sine, până la sfârșitul primului sezon; o schimbare provocată de o perspectivă și o experiență sporite, mai degrabă decât de vârstă. Joe Cain a remarcat în The Mary Sue  că, spre deosebire de eroii din antichitate (Hercule) și ficțiunea modernă (Luke Skywalker), Steven este definit mai degrabă de moștenirea mamei sale decât de cea a tatălui său; preponderența figurilor mamă din serial evidențiază raritatea lor în alte ficțiuni. Conform lui Kat Smalley de la PopMatters, natura extraterestră a nestematelor, care le împiedică din a înțelege pe deplin lumea pe care o protejează, e tratată cu „o profunzime remarcabilă și o rigoare intelectuală”, chiar și atunci când se ocupă de probleme umane ca „depresia, stresul posttraumatic, și ura de sine” care au rămas în urma războiului din trecutul îndepărtat pentru Pământ.
Smalley a caracterizat Steven Univers ca fiind parte a unei tendințe de creștere a desene animate care atrag atât adulții, cât și copiii; care include și Avatar: Legenda lui Aang (2005), continuarea sa Avatar: Legenda lui Korra (2012), Să-nceapă Aventura (2010) și Un show obișnuit (2010). Tendința asta se reflectă în comunicarea serialului către minorități care rareori apar în altă parte în animație și temele sale mai mari; în loc să livreze răufăcători tipici genului, Steven Univers „se ocupă de probleme de violență și groază extraordinare, își înfățișează personajele în nuanțe de gri și se joacă subtil cu chestiuni de filosofie, moralitate și conflicte interpersonale, refuzând totodată să reseteze orice dezvoltare la un status quo”.

#### Gen și sexualitate

Perlă (în stânga) și mama lui Steven, Cuarț Roz, se îmbrățișează într-un flashback din difuzarea britanică. Se observă că relația lor din trecut afectează relația lui Perlă cu Steven și cu cei din jur.

„Genul e în fruntea conversației din jurul Steven Univers”, conform lui Erik Adams de la A.V. Club, care a menționat că „supereroii serialului sunt toți femei”. Ca o pastișă conștientă de sine a anime-ului „fată magică”, serialul subversează premisele genului, făcându-l pe Steven să întruchipeze feminitatea iubitoare a protagonistului tipic de fată magică, fără ridiculizări și fără să-și piardă latura masculină. Whitbrook a caracterizat serialul ca fiind „despre dragoste - tot felul de iubiri”, inclusiv forme netradiționale, cum ar fi legătura maternă și prietenoasă dintre Steven și Nestemate; și Granat ca „întruchipare fizică a unei relații lesbiene”.
Când a plasat serialul pe lista de onoare a Premiului Tiptree 2015, care recunoaște lucrări de science fiction sau fantasy care explorează și extind rolurile de gen, juriul a scris: „În contextul televiziunii pentru copii, serialul acesta tratează genul într-un mod mult mai deschis și matur decât e tipic pentru gen și are unele dintre cele mai bune scenarii ale oricărui desen animat... Pe lângă faptul că le arată bărbaților și femeilor care nu se conformează neapărat idealurilor standard americane de gen, serialul ne oferă, de asemenea, un caracter agen/non-binar și o explorare atentă a creșterii”.
Mey Rude, de la Autostraddle, a scris că Steven Univers e cel mai recent serial animat pentru un public mai tânăr, cu teme queer semnificative, ca fuziunea androgină Stevonnie și relația romantică dintre nestemate,e Rubin și Safir, a căror fuziune e personajul principal Granat. Acest lucru, conform lui Mey, reflectă proeminența în creștere a temelor ăstora în desenele animate pentru copii; descrierile anterioare au fost subtextuale sau minime, cum ar fi episodul „Ceea Ce Lipsea” (What Was Missing) din Să-nceapă Aventura din 2011, serialul Clarence din 2014 sau (mai explicit, dar neexplorat) finalul din 2014 al Legendei lui Korra de la Nickelodeon. În Steven Univers, temele LGBT sunt proeminente încă din a doua jumătate a primului sezon. Logodna și nunta din cel de-al cincilea sezon dintre Rubin și Safir ar fi fost prima propunere de căsătorie între persoane de același sex dintr-un serial animat pentru copii.
Conform Rebeccăi, reprezentarea LGBT a serialului ei nu e menită să creeze controverse, ci să ajute copiii să se înțeleagă mai bine și să-și dezvolte identitățile. În opinia ei, tinerii queer merită să se vadă în povești la fel de mult ca și ceilalți copii - și, având în vedere heteronormativitatea omniprezentă, a nu le permite să facă acest lucru poate să fie dăunător. Copiii LGBT merită să vadă perspectiva dragostei pentru ei înșiși în personajele cu care se identifică - idealul de a împlini parteneriatul și dragostea adevărată, stabilit ca lucru la care să aspire generațiile de desene animate Disney, extinse la toți. În cadrul unei discuții din 2016, Rebecca a spus că temele LGBT din Steven Univers s-au bazat, de asemenea, în mare parte pe propria ei experiență de femeie bisexuală. Un an mai târziu, ea a spus că Fluorina, fuziunea a șase nestemate introduse în episodul din sezonul cinci „Forme Brute” (Off Colors), reprezintă o relație poliamoră. În iulie 2018, ea i-a spus unui intervievator faptul că a creat nestematele serialului ca „femei non-binare” astfel încât să se exprime, ca femeie non-binară, prin intermediul lor.
Reputația serialului ca „unul dintre cele mai dezinvolte seriale queer de pe TV” a generat controverse în 2016, când Cartoon Networkul britanic a înlăturat o îmbrățișare între Cuarț Roz și Perlă, dar nu a eliminat un sărut între Curaț Roz și Greg din difuzarea sa britanică. Canalul, care a declarat că decizia a fost menită să facă episodul „mai confortabil pentru copiii locali și părinții lor”, a fost criticat ca fiind homofob de către fani și mass-media. Din păcate, în 2017, Consiliul pentru Clasificarea Filmelor din Kenya a interzis difuzarea lui Steven Univers și a altor seriale de desene animate pentru „glorificarea comportamentului homosexual”.

### Muzica
Muzica inspirată de chiptune-uri a lui Aivi Tran și Steven "Surasshu" Velema, au fost de asemenea lăudată în recenzii; Oliver Sava de la The A.V. Club a menționat gama lor de la „retro peppy”, la „pian de smooth jazz” într-un stil ghibliesc. Conform lui Thurm, numerele muzicale sunt caracterizate prin „determinare înălțătoare”. Whitbrook a scris că au evoluat de la a fi „micuțe... câtevele prostuțe” la o parte integrantă a povestirii serialului. Thurm a scris pentru Pitchfork că „muzica contează în opera Rebeccăi Sugar”, mai mult decât în majoritatea pieselor muzicale, prin structurarea vieții personajelor mai degrabă decât prin simpla povestire.
Muzica serialului a fost de asemenea apreciată pe scară largă. „Mai Bună Decât Voi” (Stronger Than You) a fost denumit ca fiind un „cântec de luptă queer”, iar piesa care apare după sfârșitul oricărui episod, „Iubesc Ca Tine” (Love Like You), a fost, de asemenea, numită demnă de a fi „cea mai recentă adăugare la the Great American Songbook”.

### Fanii (saufandomul)

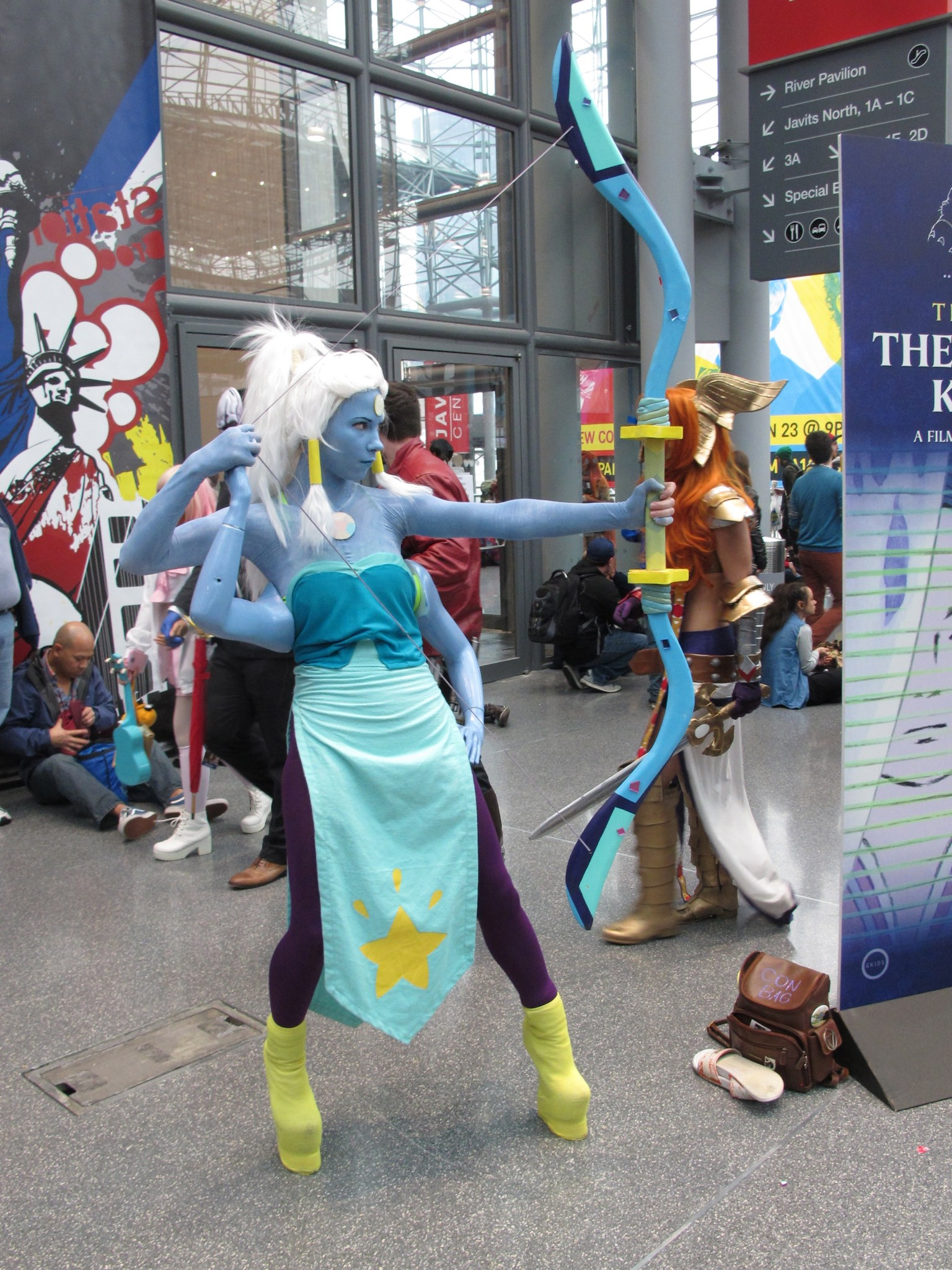
Cosplay al personajului Opal în 2014

Interesul publicului pentru serial măsurat de Google Trends a depășit cu mult pe cel al celorlalte seriale de pe Cartoon Network în aprilie 2016, pe care The A.V. Club l-a numit „dovada definitivă că Steven Univers e acum serialul emblematic al Cartoon Networkului”.
Fanii au militat împotriva cenzurii în afara Statelor Unite, și pentru modul în care serialul prezintă relațiile LGBT. O campanie de fani a convins filiala franceză a Cartoon Network să reînregistreze cântecul „Mai Bună Decât Voi” cu o traducere care face ca dragostea cântăreței să fie la fel de explicită ca în versiunea originală, iar alta a fost lansată în 2016 pentru a protesta practica filialei britanice a Cartoon Network de a elimina scene de afecțiune între nestemate din emisiunile din Marea Britanie. Fanii suedezi au lansat o petiție de protest după ce flirtul dintre nestemate a fost schimbat în dialog fără legătură în transmisia suedeză a episodului „Atacul diamantului“ (Hit the Diamond).
Conform blogului io9, „chiar dacă cea mai mare parte a fandomului Steven Univers e solidar și primitor, există o mică subcategorie cunoscută pentru a fi extremă și ostilă sub masca incluziunii”. O artistă fană a încercat să se sinucidă în 2015 după ce a fost agresată pe rețelele de socializare din cauza proporțiilor corpului din arta sa, iar în 2016, artistul de storyboard și scriitorul Lauren Zuke a renunțat la Twitter după ce a fost hărțuit de fani pentru sprijinul perceput pentru o anumită relație romantică între niște personaje.
Un episod complet realizat de fani, intitulat „The Smothering” (Sufocarea), plasat într-o versiune alternativă a continuității poveștii, a fost numit „una dintre cele mai impresionante opere care o să iasă din fandomul Steven Univers” în 2017 de  io9. Beach City Con, o convenție a fanilor Steven Univers, a avut loc în Virginia Beach în perioada 13-15 octombrie 2017.

### Premii și nominalizări
| Anul                    | Premiul                                            | Categoria | Nominalizatul(ții) | Rezultatul                                               | Ref.         |         |
| ----------------------- | -------------------------------------------------- | --- | --- | -------------------------------------------------------- | ------------ | ------- |
| 2013                    | În Spatele Premiilor Actorilor Vocali              | Cea Mai Bună Interpretare Vocală Masculină a unui Copil                                                          | Zach Callison (ca Steven)                                                                                                 | Câștigat                                                 | [ 204 ]      |         |
| 2014                    | Ceremonia 41 a Premiilor Annie                     | Realizare Remarcabilă în Designul Personajelor Într-o Animație de TV/Producție Difuzată                          | Danny Hynes și Colin Howard                                                                                               | Nominalizare                                             | [ 205 ]      |         |
| 2014                    | Ceremonia 41 a Premiilor Annie                     | Realizare Remarcabilă în Designul Producției Într-o Animație de TV/Producție Difuzată                            | Steven Sugar, Emily Walus, Sam Bosma, Elle Michalka, and Amanda Winterstein (pentru „Strălucire de Nestemată” (Gem Glow)) | Nominalizare                                             | [ 205 ]      |         |
| 2014                    | Premiile pentru În Spatele Actorilor de Voce       | Cea Mai Bună Interpretare Vocală Feminină într-un Serial de Televiziune - Comedie/Musical                        | Deedee Magno Hall (ca Perlă)                                                                                              | Câștigat                                                 | [ 206 ]      |         |
| 2014                    | Premiile pentru În Spatele Actorilor de Voce       | Cea Mai Bună Interpretare Vocală Feminină într-un Serial de Televiziune - Comedie/Musical                        | Michaela Dietz (ca Ametist)                                                                                               | Nominalizare                                             | [ 206 ]      |         |
| 2014                    | Premiile pentru În Spatele Actorilor de Voce       | Cea Mai Bună Interpretare Vocală Feminină într-un Serial de Televiziune într-un Rol Secundar - Comedie/Musical   | Kate Micucci (ca Sadie)                                                                                                   | Nominalizare                                             | [ 206 ]      |         |
| 2014                    | Premiile pentru În Spatele Actorilor de Voce       | Cea Mai Bună Interpretare Vocală Feminină într-un Serial de Televiziune într-un Rol de Invitat - Comedie/Musical | Jennifer Paz (ca Lapis Lazuli)                                                                                            | Câștigat                                                 | [ 206 ]      |         |
| 2014                    | Premiile pentru În Spatele Actorilor de Voce       | Cea Mai Bună Interpretare Vocală Feminină într-un Serial de Televiziune într-un Rol de Invitat - Comedie/Musical | Susan Egan (ca Cuarț Roz)                                                                                                 | Nominalizare                                             | [ 206 ]      |         |
| 2014                    | Premiile pentru În Spatele Actorilor de Voce       | Cel Mai Bun Ansamblu Vocal dintr-un Serial de Televiziune - Comedie/Musical                                      | Distribuția de la Steven Univers                                                                                          | Câștigat                                                 | [ 206 ]      |         |
| 2014                    | Premiile Hall of Game                              | Cel Mai Valoros Serial Animat                                                                                    | Steven Univers | Nominalizare                                             | [ 207 ]      |         |
| 2014                    | 2015                                               | Ceremonia 67 a Primetime Creative Arts Emmy Awards                                                               | Animația de Format Scurt                                                                                                  | „Leul 3: Direct spre Casetă” (Lion 3: Straight to Video) | Nominalizare | [ 208 ] |
| James Tiptree Jr. Award | 2015                                               | Lista de Onoare                                                                                                  | Rebecca Sugar, Steven Univers                                                                                             | Câștigat                                                 | [ 177 ]      |         |
| 2016                    | Ceremonia 43 a Premiilor Annie                     | Cea Mai Bună Animație de TV/Producție Difuzată Pentru Copii                                                      | „Închisoarea” (Jail Break)                                                                                                | Nominalizare                                             | [ 209 ]      |         |
| 2016                    | Ceremonia 43 a Premiilor Annie                     | Realizare Remarcabilă, Regie într-o Animație de TV/Producție Difuzată                                            | Ian Jones-Quartey (pentru „Testul”)                                                                                       | Nominalizare                                             | [ 209 ]      |         |
| 2016                    | Ceremonia 43 a Premiilor Annie                     | Realizare Remarcabilă, Storyboarding într-o Animație de TV/Producție Difuzată                                    | Joe Johnston, Jeff Liu, și Rebecca Sugar (pentru „Închisoarea”)                                                           | Nominalizare                                             | [ 209 ]      |         |
| 2016                    | Premiile Kids' Choice 2016                         | Desenul Animat Preferat                                                                                          | Steven Univers | Nominalizare                                             | [ 210 ]      |         |
| 2016                    | Premiile Teen Choice 2016                          | Serialul Animat Ales                                                                                             | Steven Univers | Nominalizare                                             | [ 211 ]      |         |
| 2016                    | Ceremonia 68 a Primetime Creative Arts Emmy Awards | Animația de Format Scurt                                                                                         | „Răspunsul” (The Answer)                                                                                                  | Nominalizare                                             | [ 208 ]      |         |
| 2016                    | Premiile pentru În Spatele Actorilor de Voce       | Cea Mai Bună Interpretare Vocală Feminină într-un Serial de Televiziune într-un Rod de Invitat                   | AJ Michalka (ca Stevonnie)                                                                                                | Nominalizare                                             | [ 212 ]      |         |
| 2016                    | Premiile pentru În Spatele Actorilor de Voce       | Cea Mai Bună Interpretare Vocală Feminină într-un Serial de Televiziune într-un Rol Secundar                     | Jennifer Paz (ca Lapis Lazuli)                                                                                            | Nominalizare                                             | [ 212 ]      |         |
| 2016                    | Premiile pentru În Spatele Actorilor de Voce       | Cea Mai Bună Interpretare Vocală Feminină într-un Serial de Televiziune                                          | Michaela Dietz (ca Ametist)                                                                                               | Nominalizare                                             | [ 212 ]      |         |
| 2016                    | Premiile pentru În Spatele Actorilor de Voce       | Cel Mai Bun Ansamblu Vocal dintr-un Serial de Televiziune                                                        | Steven Univers | Nominalizare                                             | [ 212 ]      |         |
| 2017                    | Premiile GLAAD Media                               | Serial de Comedie Remarcabil                                                                                     | Steven Univers | Nominalizare                                             | [ 213 ]      |         |
| 2017                    | Premiile Teen Choice 2017                          | Serialul Animat Ales                                                                                             | Steven Univers | Nominalizare                                             | [ 214 ]      |         |
| 2017                    | Ceremonia 69 a Primetime Creative Arts Emmy Awards | Animația de Format Scurt                                                                                         | „Domnul Greg” (Mr. Greg)                                                                                                  | Nominalizare                                             | [ 208 ]      |         |
| 2017                    | Premiile pentru În Spatele Actorilor de Voce       | Cea Mai Bună Interpretare Vocală Feminină într-un Serial de Televiziune într-un Rol Secundar                     | Enuka Okuma ca Rodonit | Nominalizare                                             | [ 215 ]      |         |
| 2017                    | Premiile pentru În Spatele Actorilor de Voce       | Cea Mai Bună Interpretare Vocală Feminină într-un Serial de Televiziune într-un Rod de Invitat                   | Kate Flannery ca Barb Miller                                                                                              | Nominalizare                                             | [ 215 ]      |         |
| 2018                    | Premiile GLAAD Media                               | Program Remarcabil Pentru Copii & Familie                                                                        | Steven Univers | Nominalizare                                             | [ 216 ]      |         |
| 2018                    | Premiile Teen Choice 2018                          | Serialul Animat Ales                                                                                             | Steven Univers | Nominalizare                                             | [ 217 ]      |         |
| 2018                    | Ceremonia 70 a Primetime Creative Arts Emmy Awards | Animația de Format Scurt                                                                                         | „Lună în Junglă” (Jungle Moon)                                                                                            | Nominalizare                                             | [ 208 ]      |         |
| 2018                    | Ceremonia 70 a Primetime Creative Arts Emmy Awards | Premiu pentru Realizare Individuală Remarcabilă în Animație                                                      | Patrick Bryson | Câștigat                                                 | [ 208 ]      |         |
| 2019                    | Premiile GLAAD Media                               | Program Remarcabil Pentru Copii & Familie                                                                        | Steven Univers | Câștigat                                                 | [ 218 ]      |         |
| 2019                    | Premiul Peabody                                    | Program Pentru Copii & Tineri                                                                                    | Steven Univers | Câștigat                                                 | [ 219 ]      |         |
| 2019                    | Ceremonia 71 a Primetime Creative Arts Emmy Awards | Animația de Format Scurt                                                                                         | „Reunite” (Reunited) | Nominalizare                                             | [ 208 ]      |         |
| 2020                    | Ceremonia 47 a Premiilor Annie                     | Cea Mai Bună Reclamă                                                                                             | Proiectul Dove de Stimă de Sine x Steven Univers: „Social Media”                                                          | Nominalizare                                             | [ 220 ]      |         |
| 2020                    | Ceremonia 47 a Premiilor Annie                     | Cea Mai Bună Interpretare Vocală - TV/Media                                                                      | Sarah Stiles ca Spinel - Steven Univers: Filmul                                                                           | Nominalizare                                             | [ 220 ]      |         |

## Legături externe
- Steven Univers la Internet Movie Database
- Steven Universe la Big Cartoon DataBase
- Wikia despre Steven Univers în limba română